# Rumania en la Eurocopa 2024
La Selección de fútbol de Rumanía fue uno de los 24 equipos participantes en la Eurocopa 2024, torneo que se disputó en Alemania entre el 14 de junio y el 14 de julio de 2024.
Fue la sexta participación de Rumania, formó parte del Grupo E, junto a Bélgica, Eslovaquia y Ucrania.

## Clasificación

### Tabla de posiciones
| Pos. | Selección   | Pts. | PJ | PG | PE | PP | GF | GC | Dif. |
| ---- | ----------- | ---- | -- | -- | -- | -- | -- | -- | ---- |
| 1.   | Rumania     | 22   | 10 | 6  | 4  | 0  | 16 | 5  | +11  |
| 2.   | Suiza       | 17   | 10 | 4  | 5  | 1  | 22 | 11 | +11  |
| 3.   | Israel      | 15   | 10 | 4  | 3  | 3  | 11 | 11 | 0    |
| 4.   | Bielorrusia | 12   | 10 | 3  | 3  | 4  | 9  | 14 | −5   |
| 5.   | Kosovo      | 11   | 10 | 2  | 5  | 3  | 10 | 10 | 0    |
| 6.   | Andorra     | 2    | 10 | 0  | 2  | 8  | 3  | 20 | −17  |

|  | Clasificados a la Eurocopa 2024. |
|  | Play-offs vía Liga de Naciones.  |

### Partidos
| Fecha                    | Ciudad           | Jornada |             |                        | Resultado |                        |             |
| ------------------------ | ---------------- | ------- | ----------- | ---------------------- | --------- | ---------------------- | ----------- |
| 25 de marzo de 2023      | Andorra la Vieja | 1       | Andorra     | Bandera de Andorra     | 0:2 (0:1) | Bandera de Rumania     | Rumania     |
| 28 de marzo de 2023      | Bucarest         | 2       | Rumania     | Bandera de Rumania     | 2:1 (2:0) | Bandera de Bielorrusia | Bielorrusia |
| 16 de junio de 2023      | Pristina         | 3       | Kosovo      | Bandera de Kosovo      | 0:0       | Bandera de Rumania     | Rumania     |
| 19 de junio de 2023      | Lucerna          | 4       | Suiza       | Bandera de Suiza       | 2:2 (2:0) | Bandera de Rumania     | Rumania     |
| 9 de septiembre de 2023  | Bucarest         | 5       | Rumania     | Bandera de Rumania     | 1:1 (1:0) | Bandera de Israel      | Israel      |
| 12 de septiembre de 2023 | Bucarest         | 6       | Rumania     | Bandera de Rumania     | 2:0 (0:0) | Bandera de Kosovo      | Kosovo      |
| 12 de octubre de 2023    | Budapest         | 7       | Bielorrusia | Bandera de Bielorrusia | 0:0       | Bandera de Rumania     | Rumania     |
| 15 de octubre de 2023    | Bucarest         | 8       | Rumania     | Bandera de Rumania     | 4:0 (3:0) | Bandera de Andorra     | Andorra     |
| 18 de noviembre de 2023  | Felcsút          | 9       | Israel      | Bandera de Israel      | 1:2 (1:1) | Bandera de Rumania     | Rumania     |
| 21 de noviembre de 2023  | Bucarest         | 10      | Rumania     | Bandera de Rumania     | 1:0 (0:0) | Bandera de Suiza       | Suiza       |

### Goleadores
| N.°   | Jugador          | Anotado | PJ | Prom. | Jugada | Cabeza | TL | Penal |
| ----- | ---------------- | ------- | -- | ----- | ------ | ------ | -- | ----- |
| 1     | Valentin Mihăilă | 3       | 7  | 0.43  | 3      | 0      | 0  | 0     |
|       | Denis Alibec     | 3       | 9  | 0.33  | 3      | 0      | 0  | 0     |
|       | Nicolae Stanciu  | 3       | 10 | 0.3   | 1      | 0      | 2  | 0     |
| 2     | Ianis Hagi       | 2       | 7  | 0.29  | 2      | 0      | 0  | 0     |
| 3     | Dennis Man       | 1       | 4  | 0.25  | 0      | 1      | 0  | 0     |
|       | George Pușcaș    | 1       | 6  | 0.17  | 0      | 1      | 0  | 0     |
|       | Florinel Coman   | 1       | 7  | 0.14  | 1      | 0      | 0  | 0     |
|       | Răzvan Marin     | 1       | 8  | 0.13  | 0      | 0      | 0  | 1     |
|       | Andrei Burcă     | 1       | 10 | 0.1   | 1      | 0      | 0  | 0     |
| Total | Total            | 16      | 10 | 0.4   | 11     | 2      | 2  | 1     |

## Preparación

### Amistosos previos
| Fecha               | Ciudad   | Competición |          |                     | Resultado |                              |                   |
| ------------------- | -------- | ----------- | -------- | ------------------- | --------- | ---------------------------- | ----------------- |
| 23 de marzo de 2024 | Bucarest | Amistoso    | Rumania  | Bandera de Rumania  | 1:1 (1:1) | Bandera de Irlanda del Norte | Irlanda del Norte |
| 26 de marzo de 2024 | Madrid   | Amistoso    | Colombia | Bandera de Colombia | 3:2 (2:0) | Bandera de Rumania           | Rumania           |
| 4 de junio de 2024  | Bucarest | Amistoso    | Rumania  | Bandera de Rumania  | 0:0       | Bandera de Bulgaria          | Bulgaria          |
| 8 de junio de 2024  | Bucarest | Amistoso    | Rumania  | Bandera de Rumania  | 0:0       | Bandera de Liechtenstein     | Liechtenstein     |

## Plantel

### Lista de convocados
Entrenador:  Edward Iordănescu
| No. | Pos. | Jugador            | Fecha de nacimiento (edad)         | Apa. | Goles | Club                             |
| --- | ---- | ------------------ | ---------------------------------- | ---- | ----- | -------------------------------- |
| 1   | POR  | Florin Niță        | 3 de julio de 1987 (36 años)       | 21   | 0     | Gaziantep F. K.                  |
| 2   | DEF  | Andrei Rațiu       | 20 de junio de 1998 (25 años)      | 17   | 1     | Rayo Vallecano de Madrid         |
| 3   | DEF  | Radu Drăgușin      | 3 de febrero de 2002 (22 años)     | 17   | 0     | Tottenham Hotspur F. C.          |
| 4   | DEF  | Adrian Rus         | 18 de marzo de 1996 (28 años)      | 20   | 1     | Pafos F. C.                      |
| 5   | DEF  | Ionuț Nedelcearu   | 25 de abril de 1996 (28 años)      | 27   | 2     | Palermo F. C.                    |
| 6   | MED  | Marius Marin       | 30 de agosto de 1998 (25 años)     | 18   | 0     | Pisa S. C.                       |
| 7   | DEL  | Denis Alibec       | 5 de enero de 1991 (33 años)       | 37   | 5     | Muaither S. C.                   |
| 8   | MED  | Alexandru Cicâldău | 8 de julio de 1997 (26 años)       | 37   | 4     | Konyaspor K.                     |
| 9   | DEL  | George Pușcaș      | 8 de abril de 1996 (28 años)       | 42   | 11    | S. S. C. Bari                    |
| 10  | MED  | Ianis Hagi         | 22 de octubre de 1998 (25 años)    | 35   | 5     | Deportivo Alavés                 |
| 11  | DEF  | Nicușor Bancu      | 18 de septiembre de 1992 (31 años) | 36   | 2     | Universitatea Craiova 1948 C. S. |
| 12  | POR  | Horațiu Moldovan   | 20 de enero de 1998 (26 años)      | 11   | 0     | C. Atlético de Madrid            |
| 13  | DEL  | Valentin Mihăilă   | 2 de febrero de 2000 (24 años)     | 21   | 4     | Parma Calcio 1913                |
| 14  | MED  | Darius Olaru       | 3 de marzo de 1998 (26 años)       | 18   | 0     | F. C. FCSB                       |
| 15  | DEF  | Andrei Burcă       | 15 de abril de 1993 (31 años)      | 27   | 1     | Al-Okhdood C.                    |
| 16  | POR  | Ștefan Târnovanu   | 9 de mayo de 2000 (24 años)        | 1    | 0     | F. C. FCSB                       |
| 17  | DEL  | Florinel Coman     | 10 de abril de 1998 (26 años)      | 15   | 1     | F. C. FCSB                       |
| 18  | MED  | Răzvan Marin       | 23 de mayo de 1996 (28 años)       | 55   | 3     | Empoli F. C.                     |
| 19  | DEL  | Denis Drăguș       | 6 de julio de 1999 (24 años)       | 11   | 2     | Gaziantep F. K.                  |
| 20  | DEL  | Dennis Man         | 26 de agosto de 1998 (25 años)     | 24   | 7     | Parma Calcio 1913                |
| 21  | MED  | Nicolae Stanciu    | 7 de mayo de 1993 (31 años)        | 70   | 14    | Damac F. C.                      |
| 22  | DEF  | Vasile Mogoș       | 31 de octubre de 1992 (31 años)    | 7    | 0     | F. C. CFR 1907 Cluj              |
| 23  | MED  | Deian Sorescu      | 29 de agosto de 1997 (26 años)     | 17   | 0     | Gaziantep F. K.                  |
| 24  | DEF  | Bogdan Racovițan   | 6 de junio de 2000 (24 años)       | 2    | 0     | R. K. S. Raków Częstochowa       |
| 25  | DEL  | Daniel Bîrligea    | 19 de abril de 2000 (24 años)      | 2    | 0     | F. C. CFR 1907 Cluj              |
| 26  | MED  | Adrian Șut         | 30 de abril de 1999 (25 años)      | 2    | 0     | F. C. FCSB                       |

## Participación
- Los horarios corresponden al horario de verano europeo (UTC+2).

### Partidos
| Fecha       | Ciudad    | Instancia        |            |                       | Resultado |                             |              |
| ----------- | --------- | ---------------- | ---------- | --------------------- | --------- | --------------------------- | ------------ |
| 17 de junio | Múnich    | Fase de grupos   | Rumania    | Bandera de Rumania    | 3:0 (1:0) | Bandera de Ucrania          | Ucrania      |
| 22 de junio | Colonia   | Fase de grupos   | Bélgica    | Bandera de Bélgica    | 2:0 (1:0) | Bandera de Rumania          | Rumania      |
| 26 de junio | Fráncfort | Fase de grupos   | Eslovaquia | Bandera de Eslovaquia | 1:1 (1:1) | Bandera de Rumania          | Rumania      |
| 2 de julio  | Múnich    | Octavos de final | Rumania    | Bandera de Rumania    | 0:3 (0:1) | Bandera de los Países Bajos | Países Bajos |

### Fase de grupos - Grupo E
| Selección  | Pts | PJ | PG | PE | PP | GF | GC | Dif |
| ---------- | --- | -- | -- | -- | -- | -- | -- | --- |
| Rumania    | 4   | 3  | 1  | 1  | 1  | 4  | 3  | +1  |
| Bélgica    | 4   | 3  | 1  | 1  | 1  | 2  | 1  | +1  |
| Eslovaquia | 4   | 3  | 1  | 1  | 1  | 3  | 3  | 0   |
| Ucrania    | 4   | 3  | 1  | 1  | 1  | 2  | 4  | –2  |

|  | Clasificados a los octavos de final. |

#### Rumania vs. Ucrania
| Jornada 1; 17 de junio | Rumania                                   | 3:0 (1:0) | Ucrania | Fußball Arena München, Múnich                                               |                                                                             |
| 15:00 (UTC+2)          | - Stanciu 29' - R. Marin 53' - Drăguș 57' | Reporte   |         | Asistencia: 61 591 espectadores Árbitro(s): Glenn Nyberg VAR: Rob Dieperink | Asistencia: 61 591 espectadores Árbitro(s): Glenn Nyberg VAR: Rob Dieperink |

| 1          | Guardameta     | Florin Niță       |     |
| 2          | Defensa        | Andrei Rațiu      |     |
| 3          | Defensa        | Radu Drăgușin     |     |
| 15         | Defensa        | Andrei Burcă      |     |
| 11         | Defensa        | Nicușor Bancu     |     |
| 6          | Centrocampista | Marius Marin      | 75' |
| 20         | Centrocampista | Dennis Man        | 62' |
| 18         | Centrocampista | Răzvan Marin      |     |
| 21         | Centrocampista | Nicolae Stanciu   | 87' |
| 17         | Centrocampista | Florinel Coman    | 62' |
| 19         | Delantero      | Denis Drăguș      | 75' |
| Entrenador | Entrenador     | Edward Iordănescu |     |

| 23         | Guardameta     | Andriy Lunin        |     |
| 2          | Defensa        | Yukhym Konoplya     | 72' |
| 13         | Defensa        | Illya Zabarnyi      |     |
| 22         | Defensa        | Mykola Matviyenko   |     |
| 17         | Defensa        | Oleksandr Zinchenko |     |
| 6          | Centrocampista | Taras Stepanenko    | 62' |
| 19         | Centrocampista | Mikola Shaparenko   | 62' |
| 15         | Centrocampista | Viktor Tsygankov    | 62' |
| 14         | Centrocampista | Heorhiy Sudakov     | 83' |
| 10         | Centrocampista | Mijailo Mudryk      |     |
| 11         | Delantero      | Artem Dovbyk        |     |
| Entrenador | Entrenador     | Serhiy Rebrov       |     |

| 10 | Centrocampista | Ianis Hagi       | 62' |
| 13 | Delantero      | Valentin Mihăilă | 62' |
| 4  | Defensa        | Adrian Rus       | 75' |
| 9  | Delantero      | George Pușcaș    | 75' |
| 24 | Defensa        | Bogdan Racovițan | 87' |

| 7  | Centrocampista | Andriy Yarmolenko  | 62' |
| 18 | Centrocampista | Volodymyr Brazhko  | 62' |
| 9  | Delantero      | Roman Yaremchuk    | 62' |
| 24 | Defensa        | Oleksandr Tymchyk  | 72' |
| 8  | Centrocampista | Ruslan Malinovskyi | 83' |

| Anotado | 29' | Nicolae Stanciu | 1:0 |
| Anotado | 53' | Răzvan Marin    | 2:0 |
| Anotado | 57' | Denis Drăguș    | 3:0 |

| Amonestado | 79' | Răzvan Marin |

| Amonestado | 67' | Yukhym Konoplya |

| Árbitro             | Glenn Nyberg       |
| Árbitros asistentes | Mahbod Beigi       |
| Árbitros asistentes | Andreas Söderkvist |
| Cuarto árbitro      | Espen Eskås        |
| Quinto árbitro      | Jan Erik Engan     |
| VAR                 | Rob Dieperink      |
| Adicional VAR       | Pol van Boekel     |
| Adicional VAR       | Jérôme Brisard     |

| 1          | Guardameta     | Florin Niță       |     |
| 2          | Defensa        | Andrei Rațiu      |     |
| 3          | Defensa        | Radu Drăgușin     |     |
| 15         | Defensa        | Andrei Burcă      |     |
| 11         | Defensa        | Nicușor Bancu     |     |
| 6          | Centrocampista | Marius Marin      | 75' |
| 20         | Centrocampista | Dennis Man        | 62' |
| 18         | Centrocampista | Răzvan Marin      |     |
| 21         | Centrocampista | Nicolae Stanciu   | 87' |
| 17         | Centrocampista | Florinel Coman    | 62' |
| 19         | Delantero      | Denis Drăguș      | 75' |
| Entrenador | Entrenador     | Edward Iordănescu |     |

| 23         | Guardameta     | Andriy Lunin        |     |
| 2          | Defensa        | Yukhym Konoplya     | 72' |
| 13         | Defensa        | Illya Zabarnyi      |     |
| 22         | Defensa        | Mykola Matviyenko   |     |
| 17         | Defensa        | Oleksandr Zinchenko |     |
| 6          | Centrocampista | Taras Stepanenko    | 62' |
| 19         | Centrocampista | Mikola Shaparenko   | 62' |
| 15         | Centrocampista | Viktor Tsygankov    | 62' |
| 14         | Centrocampista | Heorhiy Sudakov     | 83' |
| 10         | Centrocampista | Mijailo Mudryk      |     |
| 11         | Delantero      | Artem Dovbyk        |     |
| Entrenador | Entrenador     | Serhiy Rebrov       |     |

| 10 | Centrocampista | Ianis Hagi       | 62' |
| 13 | Delantero      | Valentin Mihăilă | 62' |
| 4  | Defensa        | Adrian Rus       | 75' |
| 9  | Delantero      | George Pușcaș    | 75' |
| 24 | Defensa        | Bogdan Racovițan | 87' |

| 7  | Centrocampista | Andriy Yarmolenko  | 62' |
| 18 | Centrocampista | Volodymyr Brazhko  | 62' |
| 9  | Delantero      | Roman Yaremchuk    | 62' |
| 24 | Defensa        | Oleksandr Tymchyk  | 72' |
| 8  | Centrocampista | Ruslan Malinovskyi | 83' |

| Anotado | 29' | Nicolae Stanciu | 1:0 |
| Anotado | 53' | Răzvan Marin    | 2:0 |
| Anotado | 57' | Denis Drăguș    | 3:0 |

| Amonestado | 79' | Răzvan Marin |

| Amonestado | 67' | Yukhym Konoplya |

| Árbitro             | Glenn Nyberg       |
| Árbitros asistentes | Mahbod Beigi       |
| Árbitros asistentes | Andreas Söderkvist |
| Cuarto árbitro      | Espen Eskås        |
| Quinto árbitro      | Jan Erik Engan     |
| VAR                 | Rob Dieperink      |
| Adicional VAR       | Pol van Boekel     |
| Adicional VAR       | Jérôme Brisard     |

| Estadísticas      | Bandera de Rumania | Bandera de Ucrania |
| Tiros             | 10                 | 14                 |
| Tiros a puerta    | 5                  | 2                  |
| Faltas            | 9                  | 8                  |
| Saques de esquina | 4                  | 8                  |
| Penaltis          | 0                  | 0                  |
| Fueras de juego   | 1                  | 1                  |
| Posesión de balón | 34%                | 66%                |

#### Bélgica vs. Rumania
| Jornada 2; 22 de junio | Bélgica                        | 2:0 (1:0) | Rumania | Cologne Stadium, Colonia                                                             |                                                                                      |
| 21:00 (UTC+2)          | - Tielemans 2' - De Bruyne 79' | Reporte   |         | Asistencia: 42 535 espectadores Árbitro(s): Szymon Marciniak VAR: Tomasz Kwiatkowski | Asistencia: 42 535 espectadores Árbitro(s): Szymon Marciniak VAR: Tomasz Kwiatkowski |

| 1          | Guardameta     | Koen Casteels    |     |
| 21         | Defensa        | Timothy Castagne |     |
| 4          | Defensa        | Wout Faes        |     |
| 5          | Defensa        | Jan Vertonghen   |     |
| 22         | Centrocampista | Jérémy Doku      | 72' |
| 8          | Centrocampista | Youri Tielemans  | 72' |
| 24         | Centrocampista | Amadou Onana     |     |
| 3          | Centrocampista | Arthur Theate    | 77' |
| 7          | Delantero      | Kevin De Bruyne  |     |
| 10         | Delantero      | Romelu Lukaku    |     |
| 14         | Delantero      | Dodi Lukebakio   | 56' |
| Entrenador | Entrenador     | Domenico Tedesco |     |

| 1          | Guardameta     | Florin Niță       |     |
| 2          | Defensa        | Andrei Rațiu      | 90' |
| 3          | Defensa        | Radu Drăgușin     |     |
| 15         | Defensa        | Andrei Burcă      |     |
| 11         | Defensa        | Nicușor Bancu     |     |
| 6          | Centrocampista | Marius Marin      | 68' |
| 20         | Centrocampista | Dennis Man        |     |
| 18         | Centrocampista | Răzvan Marin      |     |
| 21         | Centrocampista | Nicolae Stanciu   |     |
| 13         | Centrocampista | Valentin Mihăilă  | 68' |
| 19         | Delantero      | Denis Drăguș      | 61' |
| Entrenador | Entrenador     | Edward Iordănescu |     |

| 9  | Centrocampista | Leandro Trossard | 56' |
| 18 | Centrocampista | Orel Mangala     | 72' |
| 11 | Delantero      | Yannick Carrasco | 72' |
| 2  | Defensa        | Zeno Debast      | 77' |

| 10 | Centrocampista | Ianis Hagi    | 68' |
| 14 | Centrocampista | Darius Olaru  | 68' |
| 7  | Delantero      | Denis Alibec  | 81' |
| 23 | Centrocampista | Deian Sorescu | 90' |

| Anotado | 2'  | Youri Tielemans | 1:0 |
| Anotado | 79' | Kevin De Bruyne | 2:0 |

| Amonestado | 35' | Dodi Lukebakio |

| Amonestado | 59' | Nicușor Bancu |
| Amonestado | 65' | Marius Marin  |

| Árbitro                                            | Szymon Marciniak   |
| Árbitros asistentes                                | Tomasz Listkiewicz |
| Árbitros asistentes                                | Adam Kupsik        |
| Cuarto árbitro                                     | Donatas Rumšas     |
| Quinto árbitro                                     | Alexander Radiuš   |
| Árbitro asistente de video                         | Tomasz Kwiatkowski |
| Árbitros asistentes del árbitro asistente de video | Bartosz Frankowski |
| Árbitros asistentes del árbitro asistente de video | Nejc Kajtazovic    |

| 1          | Guardameta     | Koen Casteels    |     |
| 21         | Defensa        | Timothy Castagne |     |
| 4          | Defensa        | Wout Faes        |     |
| 5          | Defensa        | Jan Vertonghen   |     |
| 22         | Centrocampista | Jérémy Doku      | 72' |
| 8          | Centrocampista | Youri Tielemans  | 72' |
| 24         | Centrocampista | Amadou Onana     |     |
| 3          | Centrocampista | Arthur Theate    | 77' |
| 7          | Delantero      | Kevin De Bruyne  |     |
| 10         | Delantero      | Romelu Lukaku    |     |
| 14         | Delantero      | Dodi Lukebakio   | 56' |
| Entrenador | Entrenador     | Domenico Tedesco |     |

| 1          | Guardameta     | Florin Niță       |     |
| 2          | Defensa        | Andrei Rațiu      | 90' |
| 3          | Defensa        | Radu Drăgușin     |     |
| 15         | Defensa        | Andrei Burcă      |     |
| 11         | Defensa        | Nicușor Bancu     |     |
| 6          | Centrocampista | Marius Marin      | 68' |
| 20         | Centrocampista | Dennis Man        |     |
| 18         | Centrocampista | Răzvan Marin      |     |
| 21         | Centrocampista | Nicolae Stanciu   |     |
| 13         | Centrocampista | Valentin Mihăilă  | 68' |
| 19         | Delantero      | Denis Drăguș      | 61' |
| Entrenador | Entrenador     | Edward Iordănescu |     |

| 9  | Centrocampista | Leandro Trossard | 56' |
| 18 | Centrocampista | Orel Mangala     | 72' |
| 11 | Delantero      | Yannick Carrasco | 72' |
| 2  | Defensa        | Zeno Debast      | 77' |

| 10 | Centrocampista | Ianis Hagi    | 68' |
| 14 | Centrocampista | Darius Olaru  | 68' |
| 7  | Delantero      | Denis Alibec  | 81' |
| 23 | Centrocampista | Deian Sorescu | 90' |

| Anotado | 2'  | Youri Tielemans | 1:0 |
| Anotado | 79' | Kevin De Bruyne | 2:0 |

| Amonestado | 35' | Dodi Lukebakio |

| Amonestado | 59' | Nicușor Bancu |
| Amonestado | 65' | Marius Marin  |

| Árbitro                                            | Szymon Marciniak   |
| Árbitros asistentes                                | Tomasz Listkiewicz |
| Árbitros asistentes                                | Adam Kupsik        |
| Cuarto árbitro                                     | Donatas Rumšas     |
| Quinto árbitro                                     | Alexander Radiuš   |
| Árbitro asistente de video                         | Tomasz Kwiatkowski |
| Árbitros asistentes del árbitro asistente de video | Bartosz Frankowski |
| Árbitros asistentes del árbitro asistente de video | Nejc Kajtazovic    |

| Estadísticas      | Bandera de Bélgica | Bandera de Rumania |
| Tiros             | 19                 | 13                 |
| Tiros a puerta    | 9                  | 4                  |
| Faltas            | 9                  | 11                 |
| Saques de esquina | 7                  | 7                  |
| Penaltis          | 0                  | 0                  |
| Fueras de juego   | 5                  | 1                  |
| Posesión de balón | 55%                | 45%                |

#### Eslovaquia vs. Rumania
| Jornada 3; 26 de junio | Eslovaquia | 1:1 (1:1) | Rumania               | Frankfurt Arena, Fráncfort                                                      |                                                                                 |
| 18:00 (UTC+2)          | - Duda 24' | Reporte   | - R. Marin 37' (pen.) | Asistencia: 45 033 espectadores Árbitro(s): Daniel Siebert VAR: Bastian Dankert | Asistencia: 45 033 espectadores Árbitro(s): Daniel Siebert VAR: Bastian Dankert |

| 1          | Guardameta     | Martin Dúbravka   |       |
| 2          | Defensa        | Peter Pekarík     | 90+2' |
| 3          | Defensa        | Denis Vavro       |       |
| 14         | Defensa        | Milan Škriniar    |       |
| 16         | Defensa        | Dávid Hancko      |       |
| 19         | Centrocampista | Juraj Kucka       |       |
| 22         | Centrocampista | Stanislav Lobotka |       |
| 8          | Centrocampista | Ondrej Duda       | 90+2' |
| 26         | Delantero      | Ivan Schranz      | 78'   |
| 18         | Delantero      | David Strelec     | 70'   |
| 17         | Delantero      | Lukáš Haraslín    | 70'   |
| Entrenador | Entrenador     | Francesco Calzona |       |

| 1          | Guardameta     | Florin Niță       |     |
| 2          | Defensa        | Andrei Rațiu      |     |
| 3          | Defensa        | Radu Drăgușin     |     |
| 15         | Defensa        | Andrei Burcă      |     |
| 11         | Defensa        | Nicușor Bancu     |     |
| 6          | Centrocampista | Marius Marin      |     |
| 10         | Centrocampista | Ianis Hagi        | 66' |
| 18         | Centrocampista | Răzvan Marin      | 86' |
| 21         | Centrocampista | Nicolae Stanciu   |     |
| 17         | Centrocampista | Valentin Mihăilă  | 58' |
| 19         | Delantero      | Denis Drăguș      | 66' |
| Entrenador | Entrenador     | Edward Iordănescu |     |

| 7  | Delantero      | Tomáš Suslov    | 70'   |
| 9  | Delantero      | Róbert Boženík  | 70'   |
| 20 | Delantero      | Dávid Ďuriš     | 78'   |
| 6  | Defensa        | Norbert Gyömbér | 90+2' |
| 21 | Centrocampista | Matúš Bero      | 90+2' |

| 23 | Centrocampista | Deian Sorescu | 58' |
| 9  | Delantero      | George Pușcaș | 66' |
| 20 | Delantero      | Dennis Man    | 66' |
| 4  | Defensa        | Adrian Rus    | 86' |

| Anotado | 24' | Ondrej Duda | 1:0 |

| Anotado · Penal | 37' | Răzvan Marin | 1:1 |

| Amonestado | 90+1' | Ondrej Duda |

| Amonestado | 45+1' | Andrei Burcă      |
| Amonestado | 45+4' | Nicușor Bancu     |
| Amonestado | 55'   | Edward Iordănescu |
| Amonestado | 88'   | George Pușcaș     |

| Árbitro                                            | Bastian Dankert     |
| Árbitros asistentes                                | Jan Seidel          |
| Árbitros asistentes                                | Rafael Foltyn       |
| Cuarto árbitro                                     | Felix Zwayer        |
| Quinto árbitro                                     | Marco Achmüller     |
| Árbitro asistente de video                         | Bastian Dankert     |
| Árbitros asistentes del árbitro asistente de video | Christian Dingert   |
| Árbitros asistentes del árbitro asistente de video | Massimiliano Irrati |

| 1          | Guardameta     | Martin Dúbravka   |       |
| 2          | Defensa        | Peter Pekarík     | 90+2' |
| 3          | Defensa        | Denis Vavro       |       |
| 14         | Defensa        | Milan Škriniar    |       |
| 16         | Defensa        | Dávid Hancko      |       |
| 19         | Centrocampista | Juraj Kucka       |       |
| 22         | Centrocampista | Stanislav Lobotka |       |
| 8          | Centrocampista | Ondrej Duda       | 90+2' |
| 26         | Delantero      | Ivan Schranz      | 78'   |
| 18         | Delantero      | David Strelec     | 70'   |
| 17         | Delantero      | Lukáš Haraslín    | 70'   |
| Entrenador | Entrenador     | Francesco Calzona |       |

| 1          | Guardameta     | Florin Niță       |     |
| 2          | Defensa        | Andrei Rațiu      |     |
| 3          | Defensa        | Radu Drăgușin     |     |
| 15         | Defensa        | Andrei Burcă      |     |
| 11         | Defensa        | Nicușor Bancu     |     |
| 6          | Centrocampista | Marius Marin      |     |
| 10         | Centrocampista | Ianis Hagi        | 66' |
| 18         | Centrocampista | Răzvan Marin      | 86' |
| 21         | Centrocampista | Nicolae Stanciu   |     |
| 17         | Centrocampista | Valentin Mihăilă  | 58' |
| 19         | Delantero      | Denis Drăguș      | 66' |
| Entrenador | Entrenador     | Edward Iordănescu |     |

| 7  | Delantero      | Tomáš Suslov    | 70'   |
| 9  | Delantero      | Róbert Boženík  | 70'   |
| 20 | Delantero      | Dávid Ďuriš     | 78'   |
| 6  | Defensa        | Norbert Gyömbér | 90+2' |
| 21 | Centrocampista | Matúš Bero      | 90+2' |

| 23 | Centrocampista | Deian Sorescu | 58' |
| 9  | Delantero      | George Pușcaș | 66' |
| 20 | Delantero      | Dennis Man    | 66' |
| 4  | Defensa        | Adrian Rus    | 86' |

| Anotado | 24' | Ondrej Duda | 1:0 |

| Anotado · Penal | 37' | Răzvan Marin | 1:1 |

| Amonestado | 90+1' | Ondrej Duda |

| Amonestado | 45+1' | Andrei Burcă      |
| Amonestado | 45+4' | Nicușor Bancu     |
| Amonestado | 55'   | Edward Iordănescu |
| Amonestado | 88'   | George Pușcaș     |

| Árbitro                                            | Bastian Dankert     |
| Árbitros asistentes                                | Jan Seidel          |
| Árbitros asistentes                                | Rafael Foltyn       |
| Cuarto árbitro                                     | Felix Zwayer        |
| Quinto árbitro                                     | Marco Achmüller     |
| Árbitro asistente de video                         | Bastian Dankert     |
| Árbitros asistentes del árbitro asistente de video | Christian Dingert   |
| Árbitros asistentes del árbitro asistente de video | Massimiliano Irrati |

| Estadísticas      | Bandera de Eslovaquia | Bandera de Rumania |
| Tiros             | 13                    | 9                  |
| Tiros a puerta    | 4                     | 5                  |
| Faltas            | 11                    | 10                 |
| Saques de esquina | 5                     | 1                  |
| Penaltis          | 0                     | 1                  |
| Fueras de juego   | 3                     | 1                  |
| Posesión de balón | 55%                   | 45%                |

### Octavos de final

#### Rumania vs. Países Bajos
| Octavos de final; 2 de julio | Rumania | 0:3 (0:1) | Países Bajos                   | Fußball Arena München, Múnich                                                 |                                                                               |
| 18:00 (UTC+2)                |         | Reporte   | - Gakpo 20' - Malen 83', 90+3' | Asistencia: 65 012 espectadores Árbitro(s): Felix Zwayer VAR: Bastian Dankert | Asistencia: 65 012 espectadores Árbitro(s): Felix Zwayer VAR: Bastian Dankert |

| 1          | Guardameta     | Florin Niță       |     |
| 2          | Defensa        | Andrei Rațiu      |     |
| 3          | Defensa        | Radu Drăgusin     |     |
| 15         | Defensa        | Andrei Burcă      |     |
| 22         | Defensa        | Vasile Mogoș      | 38' |
| 6          | Centrocampista | Marius Marin      | 72' |
| 20         | Centrocampista | Dennis Man        |     |
| 21         | Centrocampista | Nicolae Stanciu   | 88' |
| 18         | Centrocampista | Răzvan Marin      |     |
| 10         | Centrocampista | Ianis Hagi        | 72' |
| 19         | Delantero      | Denis Drăguș      | 72' |
| Entrenador | Entrenador     | Edward Iordănescu |     |

| 1          | Guardameta     | Bart Verbruggen   |       |
| 22         | Defensa        | Denzel Dumfries   |       |
| 6          | Defensa        | Stefan de Vrij    |       |
| 4          | Defensa        | Virgil van Dijk   |       |
| 5          | Defensa        | Nathan Aké        | 69'   |
| 24         | Centrocampista | Jerdy Schouten    | 69'   |
| 7          | Centrocampista | Xavi Simons       |       |
| 14         | Centrocampista | Tijjani Reijnders |       |
| 25         | Delantero      | Steven Bergwijn   | 46'   |
| 10         | Delantero      | Memphis Depay     | 90+2' |
| 11         | Delantero      | Cody Gakpo        | 84'   |
| Entrenador | Entrenador     | Ronald Koeman     |       |

| 24 | Defensa        | Bogdan Racovițan   | 38' |
| 8  | Centrocampista | Alexandru Cicâldău | 72' |
| 13 | Delantero      | Valentin Mihăilă   | 72' |
| 7  | Delantero      | Denis Alibec       | 72' |
| 14 | Centrocampista | Darius Olaru       | 88' |

| 18 | Delantero      | Donyell Malen    | 46'   |
| 15 | Defensa        | Micky van de Ven | 69'   |
| 16 | Centrocampista | Joey Veerman     | 69'   |
| 9  | Delantero      | Wout Weghorst    | 84'   |
| 17 | Delantero      | Daley Blind      | 90+2' |

| Anotado | 20'   | Cody Gakpo    | 0:1 |
| Anotado | 83'   | Donyell Malen | 0:2 |
| Anotado | 90+3' | Donyell Malen | 0:3 |

| Amonestado | 67' | Marius Marin    |
| Amonestado | 81' | Nicolae Stanciu |

| Amonestado | 77'   | Denzel Dumfries |
| Amonestado | 90+4' | Donyell Malen   |

| Árbitro                                            | Felix Zwayer      |
| Árbitros asistentes                                | Steffan Lupp      |
| Árbitros asistentes                                | Marco Achmüller   |
| Cuarto árbitro                                     | Daniel Siebert    |
| Quinto árbitro                                     | Jan Seidel        |
| Árbitro asistente de video                         | Bastian Dankert   |
| Árbitros asistentes del árbitro asistente de video | Christian Dingert |
| Árbitros asistentes del árbitro asistente de video | Jérôme Brisard    |

| 1          | Guardameta     | Florin Niță       |     |
| 2          | Defensa        | Andrei Rațiu      |     |
| 3          | Defensa        | Radu Drăgusin     |     |
| 15         | Defensa        | Andrei Burcă      |     |
| 22         | Defensa        | Vasile Mogoș      | 38' |
| 6          | Centrocampista | Marius Marin      | 72' |
| 20         | Centrocampista | Dennis Man        |     |
| 21         | Centrocampista | Nicolae Stanciu   | 88' |
| 18         | Centrocampista | Răzvan Marin      |     |
| 10         | Centrocampista | Ianis Hagi        | 72' |
| 19         | Delantero      | Denis Drăguș      | 72' |
| Entrenador | Entrenador     | Edward Iordănescu |     |

| 1          | Guardameta     | Bart Verbruggen   |       |
| 22         | Defensa        | Denzel Dumfries   |       |
| 6          | Defensa        | Stefan de Vrij    |       |
| 4          | Defensa        | Virgil van Dijk   |       |
| 5          | Defensa        | Nathan Aké        | 69'   |
| 24         | Centrocampista | Jerdy Schouten    | 69'   |
| 7          | Centrocampista | Xavi Simons       |       |
| 14         | Centrocampista | Tijjani Reijnders |       |
| 25         | Delantero      | Steven Bergwijn   | 46'   |
| 10         | Delantero      | Memphis Depay     | 90+2' |
| 11         | Delantero      | Cody Gakpo        | 84'   |
| Entrenador | Entrenador     | Ronald Koeman     |       |

| 24 | Defensa        | Bogdan Racovițan   | 38' |
| 8  | Centrocampista | Alexandru Cicâldău | 72' |
| 13 | Delantero      | Valentin Mihăilă   | 72' |
| 7  | Delantero      | Denis Alibec       | 72' |
| 14 | Centrocampista | Darius Olaru       | 88' |

| 18 | Delantero      | Donyell Malen    | 46'   |
| 15 | Defensa        | Micky van de Ven | 69'   |
| 16 | Centrocampista | Joey Veerman     | 69'   |
| 9  | Delantero      | Wout Weghorst    | 84'   |
| 17 | Delantero      | Daley Blind      | 90+2' |

| Anotado | 20'   | Cody Gakpo    | 0:1 |
| Anotado | 83'   | Donyell Malen | 0:2 |
| Anotado | 90+3' | Donyell Malen | 0:3 |

| Amonestado | 67' | Marius Marin    |
| Amonestado | 81' | Nicolae Stanciu |

| Amonestado | 77'   | Denzel Dumfries |
| Amonestado | 90+4' | Donyell Malen   |

| Árbitro                                            | Felix Zwayer      |
| Árbitros asistentes                                | Steffan Lupp      |
| Árbitros asistentes                                | Marco Achmüller   |
| Cuarto árbitro                                     | Daniel Siebert    |
| Quinto árbitro                                     | Jan Seidel        |
| Árbitro asistente de video                         | Bastian Dankert   |
| Árbitros asistentes del árbitro asistente de video | Christian Dingert |
| Árbitros asistentes del árbitro asistente de video | Jérôme Brisard    |

| Estadísticas      | Bandera de Rumania | Bandera de los Países Bajos |
| Tiros             | 5                  | 24                          |
| Tiros a puerta    | 1                  | 6                           |
| Faltas            | 8                  | 9                           |
| Saques de esquina | 4                  | 13                          |
| Penaltis          | 0                  | 0                           |
| Fueras de juego   | 0                  | 4                           |
| Posesión de balón | 39%                | 61%                         |

## Estadísticas

### Participación de jugadores
| N.° | Pos        | Jugador          | PJ | Minutos jugados | Goles recibidos | Atajos | Tarjetas amarillas | Doble tarjeta amarilla y roja | Tarjetas rojas |
| --- | ---------- | ---------------- | -- | --------------- | --------------- | ------ | ------------------ | ----------------------------- | -------------- |
| 1   | Guardameta | Florin Niță      | 4  | 360             | 6               | 16     | 0                  | 0                             | 0              |
| 12  | Guardameta | Horațiu Moldovan | 0  | 0               | 0               | 0      | 0                  | 0                             | 0              |
| 16  | Guardameta | Ștefan Târnovanu | 0  | 0               | 0               | 0      | 0                  | 0                             | 0              |

| N.° | Pos            | Jugador            | PJ | Minutos jugados | Goles | Asistencias | Tarjetas Amarillas | Doble tarjeta amarilla y roja | Tarjetas rojas |
| --- | -------------- | ------------------ | -- | --------------- | ----- | ----------- | ------------------ | ----------------------------- | -------------- |
| 2   | Defensa        | Andrei Rațiu       | 4  | 360             | 0     | 0           | 0                  | 0                             | 0              |
| 3   | Defensa        | Radu Drăgușin      | 4  | 360             | 0     | 0           | 0                  | 0                             | 0              |
| 4   | Defensa        | Adrian Rus         | 2  | 19              | 0     | 0           | 0                  | 0                             | 0              |
| 5   | Defensa        | Ionuț Nedelcearu   | 0  | 0               | 0     | 0           | 0                  | 0                             | 0              |
| 6   | Centrocampista | Marius Marin       | 4  | 305             | 0     | 0           | 2                  | 0                             | 0              |
| 7   | Delantero      | Denis Alibec       | 2  | 27              | 0     | 0           | 0                  | 0                             | 0              |
| 8   | Centrocampista | Alexandru Cicâldău | 1  | 18              | 0     | 0           | 0                  | 0                             | 0              |
| 9   | Delantero      | George Pușcaș      | 2  | 39              | 0     | 0           | 1                  | 0                             | 0              |
| 10  | Centrocampista | Ianis Hagi         | 4  | 188             | 0     | 0           | 0                  | 0                             | 0              |
| 11  | Defensa        | Nicușor Bancu      | 3  | 270             | 0     | 0           | 2                  | 0                             | 0              |
| 13  | Delantero      | Valentin Mihăilă   | 3  | 114             | 0     | 0           | 0                  | 0                             | 0              |
| 14  | Centrocampista | Darius Olaru       | 2  | 24              | 0     | 0           | 0                  | 0                             | 0              |
| 15  | Defensa        | Andrei Burcă       | 4  | 360             | 0     | 0           | 1                  | 0                             | 0              |
| 17  | Delantero      | Florinel Coman     | 2  | 120             | 0     | 0           | 0                  | 0                             | 0              |
| 18  | Centrocampista | Răzvan Marin       | 4  | 356             | 2     | 0           | 1                  | 0                             | 0              |
| 19  | Delantero      | Denis Drăguș       | 4  | 294             | 1     | 0           | 0                  | 0                             | 0              |
| 20  | Delantero      | Dennis Man         | 4  | 266             | 0     | 2           | 0                  | 0                             | 0              |
| 21  | Centrocampista | Nicolae Stanciu    | 4  | 355             | 1     | 0           | 1                  | 0                             | 0              |
| 22  | Defensa        | Vasile Mogoș       | 1  | 38              | 0     | 0           | 0                  | 0                             | 0              |
| 23  | Centrocampista | Deian Sorescu      | 2  | 32              | 0     | 0           | 0                  | 0                             | 0              |
| 24  | Defensa        | Bogdan Racovițan   | 2  | 55              | 0     | 0           | 0                  | 0                             | 0              |
| 25  | Delantero      | Daniel Bîrligea    | 0  | 0               | 0     | 0           | 0                  | 0                             | 0              |
| 26  | Centrocampista | Adrian Șut         | 0  | 0               | 0     | 0           | 0                  | 0                             | 0              |

### Goleadores
| N.°   | Jugador         | Anotado | PJ | Prom. | Jugada | Cabeza | TL | Penal |
| ----- | --------------- | ------- | -- | ----- | ------ | ------ | -- | ----- |
| 1     | Răzvan Marin    | 2       | 4  | 0.5   | 1      | 0      | 0  | 1     |
| 2     | Nicolae Stanciu | 1       | 4  | 0.25  | 1      | 0      | 0  | 0     |
|       | Denis Drăguș    | 1       | 4  | 0.25  | 1      | 0      | 0  | 0     |
| Total | Total           | 4       | 4  | 1     | 3      | 0      | 0  | 1     |

### Asistencias
| N.°   | Jugador    | Asistencia | Jugada | Cabeza | TL | SdE |
| ----- | ---------- | ---------- | ------ | ------ | -- | --- |
| 1     | Dennis Man | 2          | 2      | 0      | 0  | 0   |
| Total | Total      | 2          | 2      | 0      | 0  | 0   |

### Tarjetas disciplinarias
| N.°   | Jugador           | Amonestado | Otorgado · Expulsado | Expulsado | Sanción   |
| ----- | ----------------- | ---------- | -------------------- | --------- | --------- |
| 1     | Nicușor Bancu     | 2          | 0                    | 0         | 1 partido |
|       | Marius Marin      | 2          | 0                    | 0         |           |
| 2     | Răzvan Marin      | 1          | 0                    | 0         |           |
|       | Nicolae Stanciu   | 1          | 0                    | 0         |           |
|       | Andrei Burcă      | 1          | 0                    | 0         |           |
|       | George Pușcaș     | 1          | 0                    | 0         |           |
|       | Edward Iordănescu | 1          | 0                    | 0         |           |
| Total | Total             | 9          | 0                    | 0         |           |